# Viktor Klimenko
Cet article concerne le gymnaste russe. Pour le chanteur finlandais, voir Viktor Klimenko (chanteur).
Pour les articles homonymes, voir Klimenko.
Viktor Klimenko, né le 25 février 1949 à Moscou, est un gymnaste russe qui représentait, dans les années 1970, l'Union Soviétique.

## Biographie
Aux Jeux olympiques d'été de 1968 à Mexico, il était deuxième par équipe avec l'Union Soviétique derrière le Japon. Il remportait individuellement la médaille d'argent aux barres parallèles. Aux championnats du monde de 1970, il devenait vice-champion du monde du saut de cheval et repartait avec la médaille de bronze au cheval d'arçon. À Munich, aux Jeux olympiques d'été de 1972, il était sacré champion olympique du cheval d'arçons et vice-champion par équipe et au saut de cheval.
Au niveau européen, il a été champion d'Europe du concours général individuel en 1971 et 1973. Il a aussi été champion au saut de cheval en 1969 et aux barres parallèles et aux anneaux en 1973
Il y a quelques années, il est parti de Moscou pour s'installer en Allemagne, où il est travaille à Niederwörresbach. Avec sa femme, Larissa Petrik, et son fils aîné Viktor Klimenko, il entraîne des jeunes.
Sa femme s'occupe surtout des aspects chorégraphiques, comme au sol ou à la poutre. Son fils entraîne les plus jeunes élèves. Viktor Klimenko lui-même est responsable des entrainements aux barres, des sauts et éléments difficiles aux agrès. Il entraîne notamment son plus jeune fils Vladimir Klimenko.
Il travaille actuellement au Gymnase de Strassen au Grand Duché de Luxembourg où il s'occupe avec son fils Vladimir (Vova) de l'entrainement des jeunes gymnastes luxembourgeoises et, accessoirement, de jeunes gymnastes belges des clubs frontaliers.

## Palmarès

### Jeux olympiques
- Mexico 1968
  -  médaille d'argent au concours par équipes
  - 7e au concours général individuel
  -  médaille de bronze aux barres parallèles
  - 6e au cheval d'arçons

- Munich 1972
  -  médaille d'argent au concours par équipes
  - 6e au concours général individuel
  -  médaille d'or au cheval d'arçons
  -  médaille d'argent saut de cheval
  - 4e aux barres parallèles

### Championnats du monde
- Ljubljana 1970
  -  médaille d'argent au concours par équipes
  - 5e au concours général individuel
  -  médaille d'argent au saut de cheval
  -  médaille de bronze au cheval d'arçons
  - 5e aux barres parallèles
  - 6e au sol

### Championnats d'Europe
- Varsovie 1969
  -  médaille d'argent au concours général individuel
  -  médaille d'or au saut de cheval
  -  médaille d'or à la barre fixe
  -  médaille d'argent aux barres parallèles
  - 6e au sol
  -  médaille d'argent aux anneaux

- Madrid 1971
  -  médaille d'or au concours général individuel

- Grenoble 1973
  -  médaille d'or au concours général individuel
  -  médaille de bronze au cheval d'arçons
  -  médaille d'or aux barres parallèles
  -  médaille d'argent au sol
  -  médaille d'or aux anneaux

- Berne 1975
  - 7e au concours général individuel
  -  médaille de bronze aux barres parallèles
  - 5e à la barre fixe
  - 6e aux anneaux

## Sources
- (de) Cet article est partiellement ou en totalité issu de l’article de Wikipédia en allemand intitulé « Wiktor Jakowlewitsch Klimenko » (voir la liste des auteurs).